# Клокет
Клокет (на английски: Cloquet) е град в окръг Карлтън, Минесота, Съединени американски щати. Населението му е 11 938 души (по приблизителна оценка от 2017 г.).
В Клокет е родена актрисата Джесика Ланг (р. 1949).